# Université nationale de Rosario
L'université nationale de Rosario (espagnol : Universidad Nacional de Rosario, UNR) est une université publique de recherche située dans la ville de Rosario, dans la province de Santa Fe, en Argentine.

## Unités académiques
- Faculté des sciences exactes, d'ingénierie et d'arpentage
- Faculté de science politique et de relations internationales
- Faculté des sciences médicales
- Faculté des sciences biochimiques et pharmaceutiques
- Faculté d'architecture, de planification et de conception
- Faculté de droit
- Faculté de médecine dentaire
- Faculté des sciences de l'agriculture
- Faculté des sciences vétérinaires
- Faculté d'économie et de statistique
- Faculté de psychologie
- Faculté des sciences humaines et des arts